# Adriënne Kleiweg
Adriënne Frédérique Kleiweg de Zwaan (Hilversum, 16 oktober 1948) is een Nederlands actrice. Tussen 1969 en 1972 volgde ze de toneelschool in Maastricht. Na verschillende gastrollen kreeg ze in 1988 een hoofdrol als Willy van de Akker in de serie Spijkerhoek.
Kleiweg speelde de rol vijf seizoenen lang. Na haar vertrek uit Spijkerhoek kreeg ze in 1995 de rol van Mary Zoomers in de soap Goudkust. In 1999 besloot ze om uit de serie te vertrekken, om in 2000 eenmalig terug te keren.
In 2005 was Kleiweg een aantal maanden te zien in Goede tijden, slechte tijden als Louise Kappers. Begin 2006 vertrok haar karakter met Govert Harmsen (Wik Jongsma) naar Denemarken.
Kleiweg is getrouwd met Jorgos Chronis. Ze is de moeder van actrices Sarah Chronis en Iwana Chronis, die allebei een rol hebben gehad in de soapserie Onderweg naar Morgen, en DJ Iason Chronis (artiestennaam Mason) en een kleindochter van de fysisch antropoloog Johannes Pieter Kleiweg de Zwaan.

## Televisierollen
- Klaverweide - Marijke van de Zande (1975)
- Centraal Station - (1977)
- Lessen in de liefde (1980-1981)
- Mensen zoals jij en ik - Mevrouw de Vries (1983)
- De ware Jacob (klucht) - Karin (1983)
- Briefgeheim - moeder van Jacky en Thomas (1983)
- De Appelgaard - Margot van Langevelt (1985-1986)
- Moordspel - Mevrouw de Vos (1987)
- Spijkerhoek - Willy van de Akker (1989-1992)
- Suite 215 - Irma van Gelder (1991)
- Medisch Centrum West - Sonja Terwaard (1993)
- Vrienden voor het leven - Klant (1994)
- Oppassen!!! - Louise Bloemen (1994)
- 12 steden, 13 ongelukken (1994)
- De Victorie - Annelien Kortrijk-Van Zuylen Thoe Beusekom (1994)
- Het Zonnetje in Huis - Redactrice Pijkel (1994)
- Het Zonnetje in Huis - Mevrouw van der Bremmelkamp (1996)
- Goudkust - Mary Zoomers (1996-1999, 2000)
- In de clinch - Mevrouw Krul (1999)
- De aanklacht - Sietske van der Klok (2000)
- De Garage - Mevrouw van Waarde Berghuizen Bieshof van Randwijk (2001)
- Dok 12 - Polly Fransen (2001)
- Goede tijden, slechte tijden - Louise Kappers (2005-2006)
- Spoorloos verdwenen - Agaath Souer (2006)
- Flikken Maastricht - Mevrouw Veltkamp (2014)
- De mannen van dokter Anne - Brigitta Zwart (2016-2017)
- Flikken Maastricht - Mevrouw Borger (2025)

Verder speelde Kleiweg gastrollen in De Winkel en Luifel & Luifel.
- Gemeinsame Normdatei: 1061624714
- Virtual International Authority File: 311640640